# Daniel d'Anvers

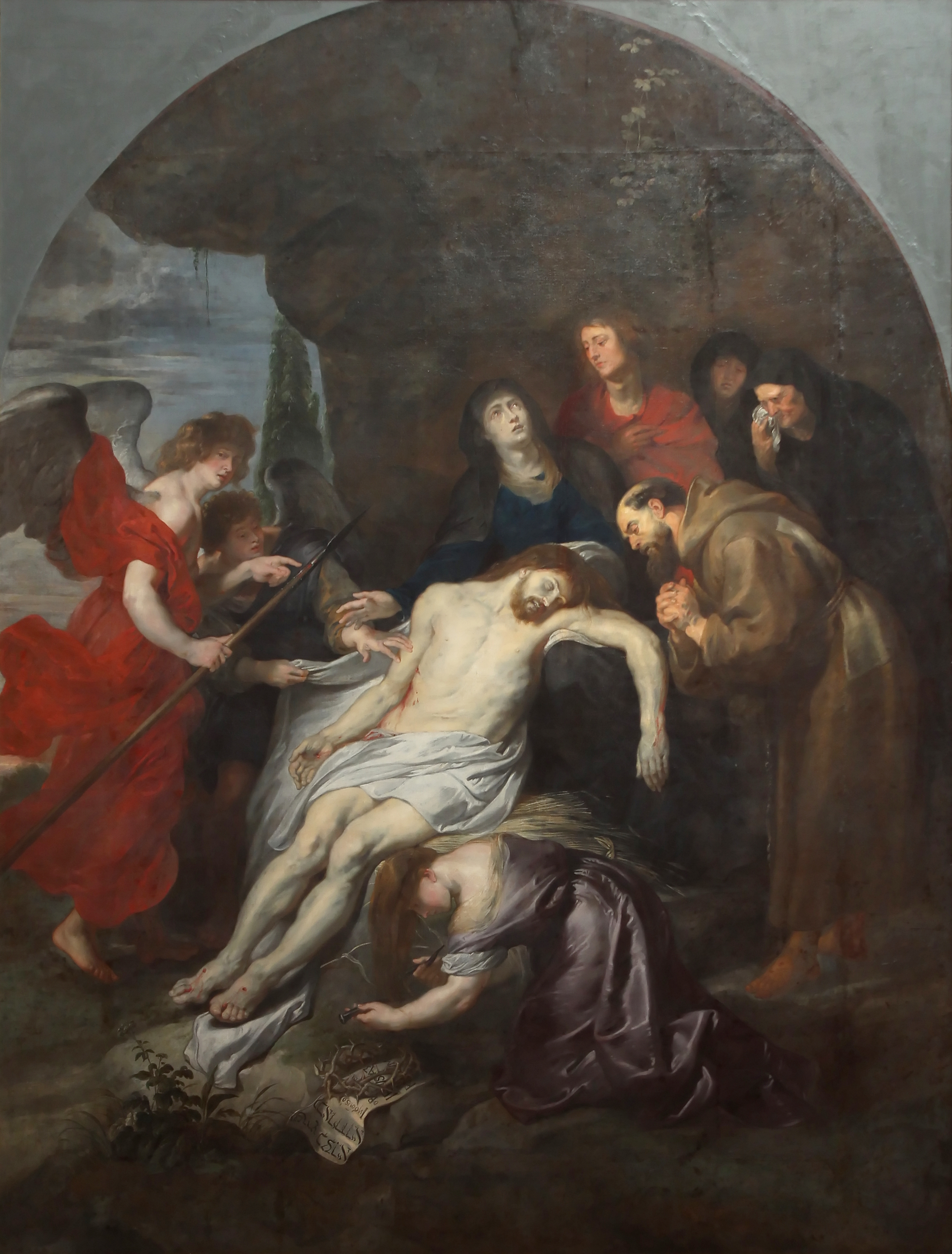
Spiritualité franciscaine dans les Flandres à l'âge baroque (par Pierre-Paul Rubens)

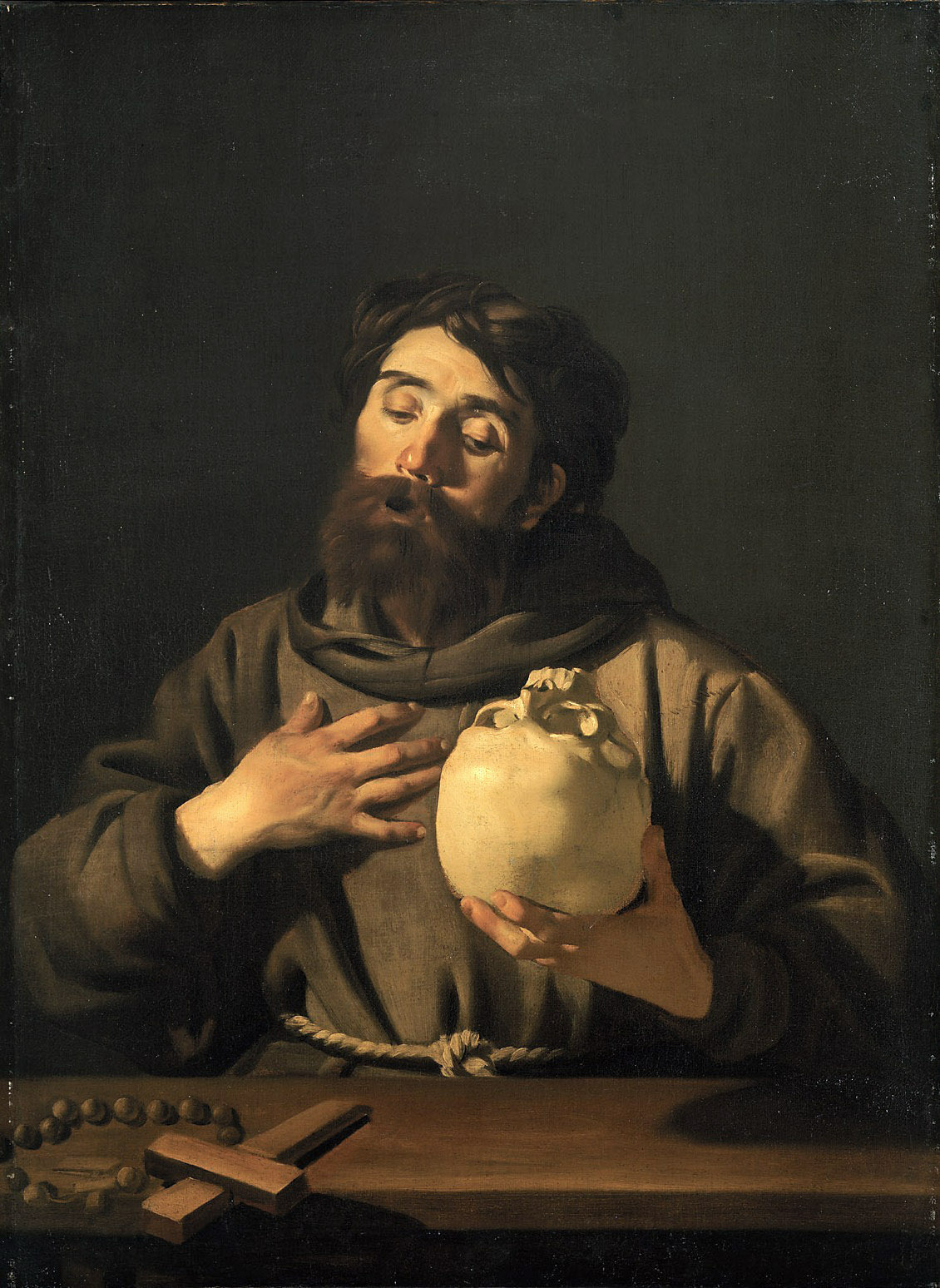
François d'Assise en oraison (par Dirck van Baburen)

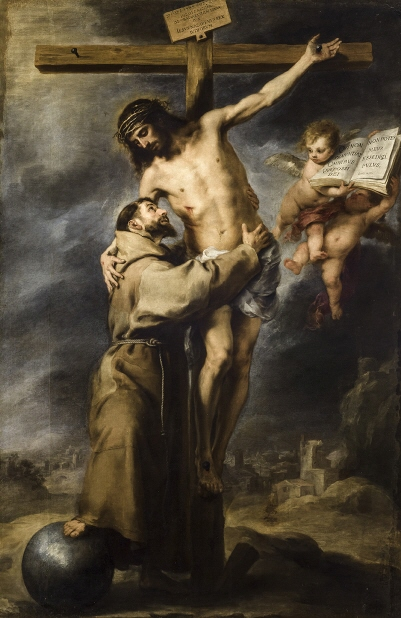
Oraison affective (par Bartolomé Esteban Murillo)

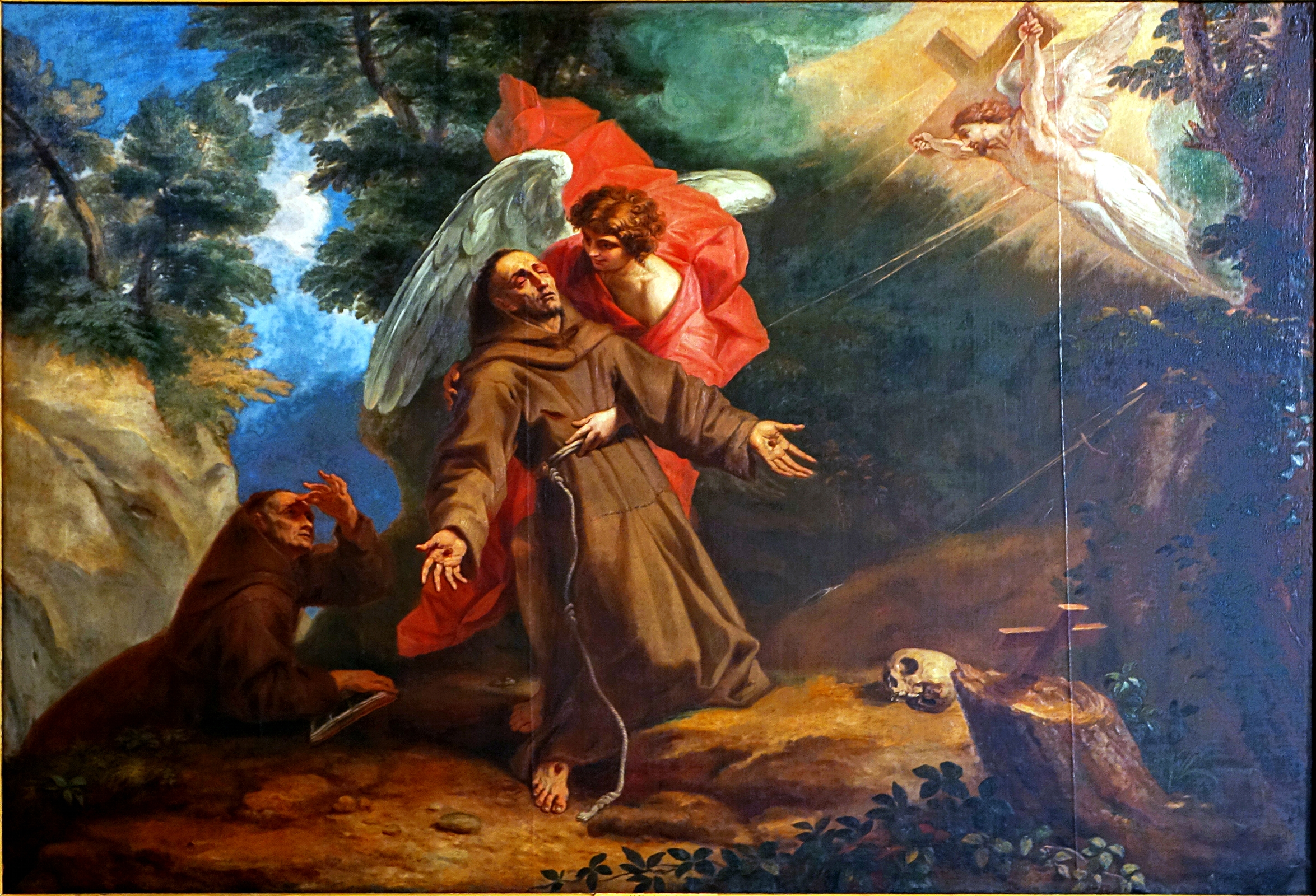
François d'Assise et le séraphin de la stigmatisation (par Arnould de Vuez)

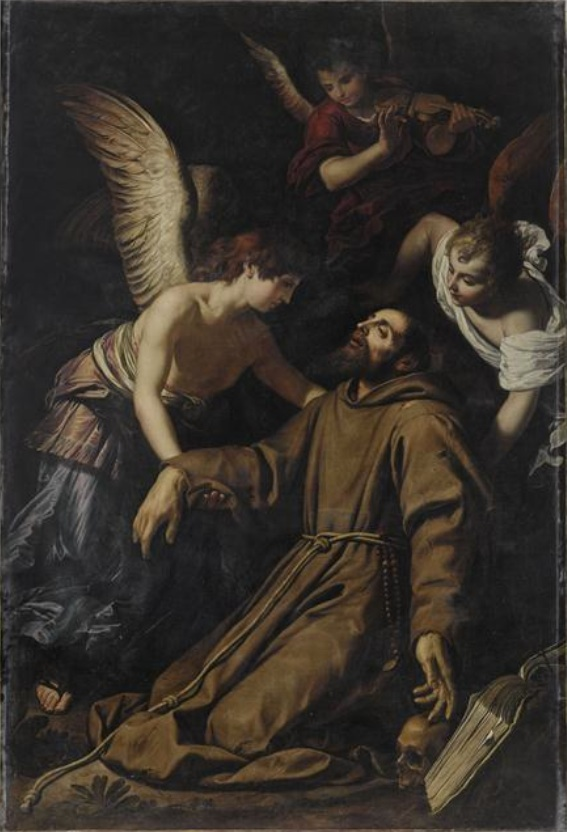
Anéantissement passif (par Gerard Seghers)

Daniel d'Anvers est un capucin flamand du XVIIe siècle, disciple de Benoît de Canfield et auteur renommé d'un traité méthodique sur l'oraison mentale.

## Biographie
Daniel d'Anvers est l'auteur d'une seule œuvre, et sa biographie demeure à peu près inconnue. Ainsi, l'on ignore la date de sa naissance comme celle de sa mort. On connaît simplement son patronyme, Vander Goes, et le nom de religion de sa sœur clarisse, Claire-Françoise d'Anvers. Le reste tient en quelques dates : en 1664, il est nommé définiteur provincial et gardien (= supérieur) du couvent de Lille ; en 1665, il devient gardien à Valenciennes et, en 1672, à Mons.

## Postérité
L'ouvrage de Daniel a été publié à Lille en 1664, sous le titre suivant : Méthode facile pour apprendre l'oraison mentale et s'entretenir avec Dieu présent en tout par des aspirations amoureuses, accompagnées de méditations diverses pour tous les jours de la semaine et d'un traité de la Confession et de la Communion pour les âmes dévotes. Ce livre a connu un grand succès : entre 1664 et 1666, il a été édité quatre fois ; en 1669 a paru une cinquième édition, revue et augmentée, qui sera suivie d'une sixième en 1674, d'une septième en 1685 et d'une huitième en 1709. Il s'agit d'un traité méthodique de la vie intérieure, suivi de méditations dont les thèmes sont empruntés aux évangiles, et particulièrement à la Passion. Comme Constantin de Barbanson et Jean-Evangéliste de Bois-le-Duc, le capucin s'inspire essentiellement de Benoît de Canfield, et représente ainsi une certaine survivance de la mystique médiévale du Nord dans la spiritualité affective de la Contre-Réforme. C'est ainsi qu'aux côtés de Thomas d'Aquin et Bonaventure, les maîtres spirituels les plus cités dans cet ouvrage sont Catherine de Gênes, Jean d'Avila et François de Sales.

## Spiritualité
D'entrée de jeu, l'auteur définit l'oraison comme une élévation du cœur vers le haut de l'esprit, qui est le lieu où Dieu habite, de manière à rapporter à Celui-ci tous les désirs, pour l'adorer en esprit et en vérité dans la connaissance de la divine grandeur et de sa petitesse. Il commence également par distinguer contemplation infuse, qui est un effet de la pure grâce de Dieu, et contemplation acquise, laquelle, comme son nom l'indique, s'acquiert et s'enseigne. Celle-ci se divise en méditation, oraison affective et contemplation stricto sensu, selon qu'elle met en œuvre, respectivement, l'entendement, la volonté ou la mémoire. En d'autres termes, la méditation s'adresse à l'intelligence, tandis que l'oraison prend la forme d'un entretien amoureux, et que la contemplation consiste en un simple regard ou ressouvenir de la mémoire.
La méditation comporte trois parties : la préparation, la méditation proprement dite et l'action ou affection. Quand elle est dite éloignée, la préparation exige une grande pureté de cœur, le recueillement et la lecture du sujet à méditer; quand elle est dite prochaine, elle consiste à se mettre en présence de Dieu par un acte de foi, à s'humilier, à purifier ses intentions et à demander les grâces nécessaires. La méditation se déroule en quatre temps : se représenter la substance du sujet, considérer plus particulièrement l'objet d'adoration, se considérer soi-même par opposition, envisager les motifs qui portent Dieu à s'incliner vers le méditant. L'affection est l'acte le plus important; il peut prendre la forme de l'admiration, de la compassion, de l'imitation ou de l'amour; il convient d'y parvenir assez rapidement.
L'ouvrage présente ensuite une longue digression sur l'exercice de la présence de Dieu. Le méditant peut considérer Dieu comme présent dans tout ce qui l'entoure : c'est la présence dite externe; il peut aussi Le considérer comme présent dans son âme : c'est la présence interne; et enfin comme présent dans le fond de l'âme : c'est la présence intime, et la découverte de la source d'où l'entendement et la volonté s'écoulent comme les ruisseaux. Pour obtenir cette grâce de la présence intime, le capucin suggère trois moyens : l'examen particulier, la demande continuelle et l'usage de signes extérieurs. Il évoque également dix industries, dont les trois dernières appartiennent à la vie mystique : le sentiment de quiétude, qui touche le cœur en le liant à Dieu, les touches subies par l'âme lorsque la présence divine la pénètre, et enfin les aspirations, que l'auteur compare à des flèches envoyées dans le cœur de Dieu. Toutefois, six conditions (sur le modèle des ailes du séraphin) s'avèrent nécessaires pour que l'esprit soit uni à Dieu : l'intimité (l'introversion véritable consiste es désirs profonds et intimes, accompagnés d'une douceur et tendresse de cœur), la simplicité, la confiance, la liberté, l'irréflexibilité (c'est-à-dire le fait de ne jamais revenir complaisamment sur soi-même) et la fidélité.
L'oraison affective est définie comme une communication réciproque de l'âme avec Dieu et de Dieu avec l'âme, avec peu ou point de raisonnement, fondé sur quelque mystère de la religion chrétienne. Elle est une affaire de volonté, et non de sensibilité, car c'est la volonté qu'il s'agit de lier à l'amour divin, et pour renforcer celle-ci dans son opération, il faut imposer silence à l'entendement. La préparation à l'entendement requiert la ponctualité dans la réalisation des devoirs d'état, le renoncement à l'amour déréglé de soi-même et de toute créature, ainsi qu'un grand désir de tendre à l'oraison parfaite et à l'amour divin. Quant à l'oraison elle-même, elle fait l'objet de quatre conseils de la part de l'auteur. Premièrement, les commençants doivent de temps en temps mêler le discours à l'affection. Deuxièmement, la manière de bien entrer en oraison, consiste à se mettre en présence de Dieu, par un acte de foi, plein de respect et d'adoration pour son être souverain et infini. Troisièmement, tant que l'Esprit n'agit pas, l'orant doit tenir solidement dans la seule lumière de la foi. Quatrièmement, si, dans le cours de l'oraison, on se sent attiré par le fait de jouir de la présence divine, on doit demeurer dans cet état tout le temps que dure l'attrait, et se soumettre humblement à l'Esprit, car ce genre d'oraison est le plus efficace pour vaincre les passions et parvenir au pur amour.
Au terme du traité, le capucin propose quelques exercices à destination des âmes qui éprouvent quelque attrait extraordinaire pour l'oraison d'union. Il s'agit de partir du principe selon lequel Dieu seul a l'être de soi et qu'il remplit l'univers de sa présence, puis de faire cesser tous les actes intellectuels afin de mourir entièrement à soi, en laissant à Dieu toute liberté d'agir. La volonté produit alors un acte d'amour fruitif, par lequel l'âme abandonne ses puissances à l'opération qu'il plaît à Dieu d'effectuer, et un acte d'amour pratique, par lequel l'âme produit ses opérations extérieures, internes et intimes conformément aux règles connues dans la volonté de Dieu. À l'anéantissement passif, qui exige d'arrêter les discours de l'entendement, s'ajoute ainsi un anéantissement actif, lequel consiste, dans l'action, à perdre de vue les créatures et à les considérer comme un pur néant par rapport à Dieu.

### Œuvre
Méthode facile pour apprendre l'oraison mentale et s'entretenir avec Dieu présent en tout par des aspirations amoureuses, accompagnées de méditations diverses pour tous les jours de la semaine et d'un traité de la Confession et de la Communion pour les âmes dévotes, Lille, 1664.

### Étude
J.-Ey. d'Angers, Daniel d'Anvers, in Dictionnaire de spiritualité ascétique et mystique, tome III, Paris, Beauchesne, 1957, p. 14-16.